# 拜倫 (喬治亞州)
拜倫（英語：Byron）是一個位於美國喬治亞州休斯敦縣和皮奇縣的城市。

## 地理
拜倫的座標為32°38′56″N 83°45′20″W / 32.64889°N 83.75556°W，而該地的平均海拔高度為155米（即509英尺）。

## 人口
根據2010年美國人口普查的數據，拜倫的面積為22.41平方千米，當中陸地面積為22.35平方千米，而水域面積為0.06平方千米。當地共有人口4512人，而人口密度為每平方千米201.34人。